# Robert Křenek
Robert Křenek (* 12. November 1974) ist ein ehemaliger tschechischer Skispringer.
Křenek sprang zwischen 1994 und 2000 im Continental Cup (COC). Auf Grund guter Leistungen in dieser Serie wurde Křenek am 9. März 1996 erstmals für ein Springen im Skisprung-Weltcup nominiert. Dabei erreichte er beim Skifliegen in Harrachov Platz 48. Zur Saison 1996/97 gehörte er fest zum Kader für den Weltcup. Bereits in seinem ersten Springen der Saison auf der Großschanze in Harrachov konnte er mit Platz 14 seine ersten zwei Weltcup-Punkte gewinnen. Im zweiten Springen auf der gleichen Schanze erreichte er mit dem 8. Platz das beste Resultat im Weltcup in seiner Karriere. Bei der Vierschanzentournee 1996/97 konnte er keine Erfolge erzielen. Auch bei der Nordischen Skiweltmeisterschaft 1997 in Trondheim blieb er mit Platz 38 auf der Normalschanze ohne Erfolg. Nachdem auch die folgenden Springen ohne Punktgewinne verliefen, startete er ab 1998 nur noch bei den Springen in Harrachov. Seinen letzten Weltcup sprang er am 7. Februar 1999. Zur Saison 1999/2000 startete er wieder ausschließlich im Continental Cup. Nach nur 16 erreichten COC-Punkten beendete Křenek nach dem Ende der Saison seine aktive Skisprungkarriere.